# Nanfang Ribao

Nanfang Ribao (南方日报 nánfāng rìbào, « quotidien du Sud »), désigné aussi en anglais par Southern Daily,
est un journal quotidien chinois, publication officielle du Parti communiste de la province du Guangdong.
À l'instar de l'hebdomadaire Nanfang Zhoumo, il est parfois considéré comme l'un des journaux officiels les plus critiques de Chine.